# Рей Донован
«Рей Донован» (англ. Ray Donovan) — американський телевізійний драматичний серіал створений Енн Бідерман для телеканалу Showtime. Перший сезон з дванадцяти епізодів вийшов на екрани 30 червня 2013 року. Пілотний епізод побив рекорди перегляду, ставши найгучнішою прем'єрою всіх часів на Showtime. Шостий сезон серіалу закінчився 13 січня 2019 року. Наприкінці 2018 року керівництво Showtime оголосило про випуск у 2019 році сьомого сезону.

## Сюжет
Події шоу відбуваються в Лос Анжелесі, Каліфорнія, де американець ірландського походження, Рей Донован (Лев Шрайбер - Лієв Айзек Шрайбер), родом з Південного Бостона, працює на потужну юридичну фірму Goldman & Drexler, представляючи багатих і знаменитих. Донован — «Виправляч»: людина яка організовує хабарі, відкупи, погрози і т. д., щоб забезпечити позитивне вирішення ситуацій на користь клієнтів. У Рея є і власні проблеми з батьком, Мікі Донованом (Джон Войт), якого несподівано випустили з в'язниці, і з допомогою якого ФБР намагається дістатись до Рея і його спільників.

## Епізоди
| Сезони | Кількість епізодів | Прем'єрний показ  | Прем'єрний показ | Прем'єрний показ |
| Сезони | Кількість епізодів | Початок           | Завершення       | Телеканал        |
| ------ | ------------------ | ----------------- | ---------------- | ---------------- |
| 1      | 12                 | 30 червня 2013    | 22 вересня 2013  | Showtime         |
| 2      | 12                 | 13 липня 2014     | 28 вересня 2014  | Showtime         |
| 3      | 12                 | 12 липня 2015     | 27 вересня 2015  | Showtime         |
| 4      | 12                 | 26 червня 2016    | 18 вересня 2016  | Showtime         |
| 5      | 12                 | 6 серпня 2017     | 29 жовтня 2017   | Showtime         |
| 6      | 12                 | 28 жовтня 2018    | 13 січня 2019    | Showtime         |
| 7      | 10                 | 17 листопада 2019 | 19 січня 2020    | Showtime         |

## Актори та персонажі

### Основний акторський склад
- Лев Шрайбер (Лієв Айзек Шрайбер) у ролі Реймонда «Рея» Донована.
- Пола Малкомсон у ролі Еббі Донован, дружини Рея.
- Едді Марсан у ролі Терренса «Тері» Донована, старшого брата Рея, колишнього боксера, що має хворобу Паркінсона.
- Деш Майок у ролі Брендана «Банчі» Донована, молодшого брата Рея, який є алкоголіком і має сексуальну анорексію.
- Пуч Хол у ролі Деріла Донована, молодшого зведеного брата Рея (від Мікі та Клодет). Професійний боксер, котрого тренує Тері. Підробляє водієм лімузина.
- Стівен Бауер у ролі Аві Рудіна, правої руки Рея, колишнього солдата ізраїльської армії та ексагента Моссаду.
- Кетрін Монінг у ролі Ліни Барнум, асистента-детектива, що працює з Реєм.
- Керіс Дорсі у ролі Бриджит Доновна, дочки Рея.
- Девон Беґбі у ролі Конора Донована, сина Рея.
- Джон Войт у ролі Мікі Донована, батька Рея.

## Нагороди та номінації
В червні 2013, серіал був нагороджений, серед п'яти інших, нагородою Critics' Choice Television Award for Most Exciting New Series.
В грудні 2013, нагороджений двома номінаціями Золотого Голбуса за акторське мистецтво. Лев Шрайбер був номінований як Найкращий актор серіалу — Драма і Джон Войт здобув нагороду як Найкращий актор другого плану в категорії серіал, мінісеріал чи телевізійний фільм. В липні 2014, Войт був номінований премією Еммі як Визначний актор другого плану в драматичному серіалі на 66 премії Еммі.
| Рік  | Назва асоціації                     | Категорія                                                        | Номінант(и)      | Result |
| ---- | ----------------------------------- | ---------------------------------------------------------------- | ---------------- | ------ |
| 2013 | Critics' Choice Television Awards   | Most Exciting New Series                                         | Рей Донован      |        |
| 2013 | Satellite Awards                    | Best Supporting Actor — Series, Miniseries, or Television Film   | Джон Войт        |        |
| 2014 | Critics' Choice Television Awards   | Best Supporting Actor in a Drama Series                          | Джон Войт        |        |
| 2014 | Золотий глобус                      | Best Actor in a Television Series — Drama                        | Лев Шрайбер      |        |
| 2014 | Золотий глобус                      | Best Supporting Actor — Series, Miniseries, or Television Film   | Джон Войт        |        |
| 2014 | Прайм-тайм премія «Еммі»            | Outstanding Supporting Actor in a Drama Series                   | Джон Войт        |        |
| 2014 | Премія Гільдії сценаристів США      | Best New Series                                                  | Рей Донован      |        |
| 2015 | Золотий глобус                      | Best Actor in a Television Series — Drama                        | Лев Шрайбер      |        |
| 2015 | Золотий глобус                      | Best Supporting Actor — Series, Miniseries, or Television Film   | Джон Войт        |        |
| 2015 | Прайм-тайм премія «Еммі»            | Outstanding Lead Actor in a Drama Series                         | Лев Шрайбер      |        |
| 2016 | Satellite Awards                    | Best Actor — Television Series Drama                             | Лев Шрайбер      |        |
| 2016 | Satellite Awards                    | Best Television Series — Drama                                   | Рей Донован      |        |
| 2016 | Золотий глобус                      | Best Actor in a Television Series — Drama                        | Лев Шрайбер      |        |
| 2016 | Прайм-тайм премія «Еммі»            | Outstanding Lead Actor in a Drama Series                         | Лев Шрайбер      |        |
| 2016 | Прайм-тайм премія «Еммі»            | Outstanding Supporting Actor in a Drama Series                   | Джон Войт        |        |
| 2016 | Прайм-тайм премія «Еммі»            | Outstanding Directing for a Drama Series                         | Дейвід Холландер |        |
| 2016 | Прайм-тайм премія «Еммі»            | Outstanding Guest Actor in a Drama Series                        | Генк Азарія      |        |
| 2016 | Primetime Creative Arts Emmy Awards | Outstanding Sound Mixing for a Comedy or Drama Series (One-Hour) |                  |        |